# 후아유 - 학교 2015
《학교 2015》는 2015년 4월 27일부터 2015년 6월 16일까지 방송된 KBS 2TV 월화드라마이다. KBS 2TV에서 방송된 시즌제 교육 드라마 《학교》의 6번째 시리즈이다.
한편, 교실에서 학생들끼리 욕설을 하면서 싸움을 하는 장면 등 드라마 속에 학생들 간 따돌림, 욕설, 폭력 등을 수차례 묘사했다는 이유 탓인지 방송통신심의위원회로부터 '권고' 조치를 받은 바 있다.

## 줄거리
하루 아침에 인생이 180도로 바뀐 열여덟 살 여고생을 주인공으로 학생들이 겪는 솔직하고 다양한 감성을 담아낼 청춘 학원물.

## 등장인물

### 주요 인물
- 김소현 : 고은별 / 고은비 역 (아역: 강지우)
- 남주혁 : 한이안 역 (아역: 고우림)
- 육성재 : 공태광 역 (아역: 김예준)

### 부모들
- 전미선 : 송미경 역 - 고은별의 어머니
- 이대연 : 한기춘 역 - 한이안의 아버지
- 전노민 : 공재호 역 - 공태광의 아버지, 세강고 이사장
- 최수린 : 송희영 역 - 공태광의 어머니
- 김정난 : 신정민 역 - 박민준의 어머니
- 정인기 : 박준형 역 - 박민준의 아버지
- 김세아 : 신이영 역 - 이시진의 어머니

### 세강고 교사들
- 이필모 : 김준석 역. 2학년 3반 담임
- 이희도 : 교감 선생님 역
- 신정근 : 학생부장 선생님 역
- 정수영 : 안주리 역
- 이시원 : 정민영 역 - 정수인의 언니, 교생선생님
- 최대철 : 수영코치 역
- 김진이 : 보건교사 역

### 세강고 2학년 3반 학생들
- 이다윗 : 박민준 역
- 김희정 : 차송주 역
- 이초희 : 이시진 역
- 조수향 : 강소영 역
- 박두식 : 권기태 역
- 유영 : 조해나 역
- 장인섭 : 성윤재 역
- 김보라 : 서영은 역
- 김민석 : 민석 역
- 최효은 : 효은 역
- 이진권 : 진권 역
- 지하윤 : 하윤 역
- 박아성 : 아성 역
- 서초원 : 초원 역
- 조병규 : 병규 역
- 권은수 : 은수 역
- 오우진 : 우진 역
- 정예지 : 예지 역
- 이승호 : 승호 역
- 한성연 : 성연 역

### 그 외 인물
- 정인서 : 정수인 역 - 정민영의 동생
- 유연미 : 연미주 역
- 김민영 : 이수미 역 - 누리고 강소영의 친구
- 박환희 : 김경진 역 - 누리고 강소영의 친구
- 유세형 : 수영부 선배 역
- 김민규 : 한이안의 수영부 친구 역
- 이강민 : 수영부 선배 역
- 신승준 : 수영경기 중계 아나운서 역
- 이호근 : 수영경기 중계 아나운서 역
- 윤채인 : 오정아 역
- 유용범
- 최나무 : 카페 알바생 역
- 장준호 : 학교폭력위원회의 위원장 역
- 윤서진
- 박영수 : 노래방 사장 역
- 이정은 : 영은 모 역
- 유세영
- 오윤홍 : 정수인의 어머니 역
- 정영금 : 소망보육원 원장 역
- 김홍주
- 박진수 : 광고회사 팀장 역
- 최윤빈
- 정현석 : 누리고 수학교사 역
- 구혜령 : 한이안네 집주인 역
- 정석규 : 공태광의 운전기사 역
- 김세준
- 최영인 : 공태광네 가사도우미 역
- 최남욱
- 오희준 : 중국집 배달원 역
- 이정성 : 의사 역
- 홍서준 : 학원지도단속반 직원 역
- 김주아 : 학부모 역
- 이준희 : 기자 역
- 김광인 : 징계위원회의 위원 역
- 김현정 : 간호사 역
- 윤영목 : 시신을 발견한 남자 역
- 주성환 : 형사 역
- 신재도 : 재소자 역
- 지성근 : 재소자 역

### 특별 출연
- 양희경 : 박민경 역 - 보육원 원장 (1회, 4회)
- 조덕현 : 강일산 역 - 강소영의 아버지 (2회, 6~8회, 12~13회, 15~16회)
- 정재은 : 강소영의 어머니 역 (2회, 7회, 10회, 12회, 16회)
- 이현경 : 통영 누리고 교사 (1회)
- 염경환 : 교복광고 감독 역 (6회)
- 김가영 : 가영 역 - 교복광고 메인모델 (6회)
- 최규환 : 오디션 심사위원 역 (9회)
- 샘 해밍턴 : 샘 해밍턴 역 - 원어민 영어교사 (15회)
- 배수빈 : 김슬영 역 - 2학년 3반 새로운 담임 (16회)

### 아역
- 이예은 : 고은별/고은비 대역 역
- 이재인 : 라진 역 - 보육원 아이
- 김겸 : 보육원 아이 역
- 안원진
- 김가은
- 최유찬

## 시청률
아래의 파란색 숫자는 '최저 시청률'이고, 빨간색 숫자는 '최고 시청률'이다. 시청률조사회사와 지역별로 시청률에 차이가 있을 수 있다. 
| 2015년      | 2015년      | 2015년         | 2015년       | 2015년         | 2015년       |
| 회차        | 방송일      | TNmS 시청률    | TNmS 시청률  | AGB 시청률     | AGB 시청률   |
| 회차        | 방송일      | 대한민국(전국) | 서울(수도권) | 대한민국(전국) | 서울(수도권) |
| ----------- | ----------- | -------------- | ------------ | -------------- | ------------ |
| 제1회       | 4월 27일    | 4.8%           | 5.1%         | 3.8%           | 3.4%         |
| 제2회       | 4월 28일    | 4.8%           | 4.8%         | 4.2%           | 3.8%         |
| 제3회       | 5월 4일     | 6.5%           | 6.6%         | 4.1%           | 4.1%         |
| 제4회       | 5월 5일     | 6.3%           | 6.8%         | 5.9%           | 5.7%         |
| 제5회       | 5월 11일    | 6.7%           | 7.4%         | 5.0%           | 5.6%         |
| 제6회       | 5월 12일    | 7.1%           | 7.8%         | 6.0%           | 6.5%         |
| 제7회       | 5월 18일    | 7.3%           | 8.0%         | 6.0%           | 6.4%         |
| 제8회       | 5월 19일    | 7.6%           | 8.0%         | 6.7%           | 7.2%         |
| 제9회       | 5월 25일    | 7.8%           | 8.9%         | 6.8%           | 7.0%         |
| 제10회      | 5월 26일    | 7.4%           | 8.2%         | 7.1%           | 7.1%         |
| 제11회      | 6월 1일     | 8.2%           | 9.2%         | 6.9%           | 7.9%         |
| 제12회      | 6월 2일     | 8.1%           | 8.9%         | 7.0%           | 7.6%         |
| 제13회      | 6월 8일     | 8.9%           | 10.3%        | 7.7%           | 8.1%         |
| 제14회      | 6월 9일     | 8.6%           | 9.9%         | 8.1%           | 8.6%         |
| 제15회      | 6월 15일    | 9.2%           | 10.0%        | 7.5%           | 8.1%         |
| 제16회      | 6월 16일    | 9.7%           | 11.7%        | 8.2%           | 8.5%         |
| 평균 시청률 | 평균 시청률 | 7.4%           | 8.2%         | 6.3%           | 6.6%         |

## 사운드트랙

### Part.1
| #            | 제목                                                | 작사            | 작곡           | {{{기타정보}}} | 재생 시간 |
| ------------ | --------------------------------------------------- | --------------- | -------------- | -------------- | --------- |
| 1.           | 〈Reset(Feat. 진실 Of Mad Soul Child)〉 (타이거 JK) | 지훈, 타이거 JK | 황찬희, 이승주 |                | 4:03      |
| 2.           | 〈Reset (Inst.)〉                                   |                 | 황찬희, 이승주 | 이승주         | 4:03      |
| 총 재생 시간 | 총 재생 시간                                        | 총 재생 시간    | 총 재생 시간   | 총 재생 시간   | 8:06      |

### Part.2
| #            | 제목                                 | 작사         | 작곡         | 재생 시간 |
| ------------ | ------------------------------------ | ------------ | ------------ | --------- |
| 1.           | 〈바람에 날려(Feat. 펀치)〉 (배치기) | 지훈, 배치기 | 최준명       | 3:11      |
| 2.           | 〈바람에 날려 (Inst.)〉              |              | 최준명       | 3:11      |
| 총 재생 시간 | 총 재생 시간                         | 총 재생 시간 | 총 재생 시간 | 6:22      |

### Part.3
| #            | 제목                            | 작사         | 작곡         | 재생 시간 |
| ------------ | ------------------------------- | ------------ | ------------ | --------- |
| 1.           | 〈너의 얘길 들어줄게〉 (윤미래) | 지훈, 개미   | 로코베리     | 3:14      |
| 2.           | 〈너의 얘길 들어줄게 (Inst.)〉  |              | 로코베리     | 3:14      |
| 총 재생 시간 | 총 재생 시간                    | 총 재생 시간 | 총 재생 시간 | 6:28      |

### Part.4
| #            | 제목                 | 작사         | 작곡         | 재생 시간 |
| ------------ | -------------------- | ------------ | ------------ | --------- |
| 1.           | 〈Remember〉 (별)    | 지훈, 개미   | 로코베리     | 3:37      |
| 2.           | 〈Remember (Inst.)〉 |              | 로코베리     | 3:37      |
| 총 재생 시간 | 총 재생 시간         | 총 재생 시간 | 총 재생 시간 | 7:14      |

### Part.5
| #            | 제목             | 작사         | 작곡         | 재생 시간 |
| ------------ | ---------------- | ------------ | ------------ | --------- |
| 1.           | 〈기도〉 (윤하)  | 지훈         | 개미         | 4:18      |
| 2.           | 〈기도 (Inst.)〉 |              | 개미         | 4:18      |
| 총 재생 시간 | 총 재생 시간     | 총 재생 시간 | 총 재생 시간 | 8:36      |

### Part.6
| #            | 제목                     | 작사           | 작곡         | 재생 시간 |
| ------------ | ------------------------ | -------------- | ------------ | --------- |
| 1.           | 〈그 이름〉 (종현, 태민) | 지훈, 로코베리 | 개미         | 3:37      |
| 2.           | 〈그 이름 (Inst.)〉      |                | 개미         | 3:37      |
| 총 재생 시간 | 총 재생 시간             | 총 재생 시간   | 총 재생 시간 | 7:14      |

### Part.7
| #            | 제목                           | 작사                       | 작곡           | 재생 시간 |
| ------------ | ------------------------------ | -------------------------- | -------------- | --------- |
| 1.           | 〈Return(With 육지담)〉 (웬디) | 지훈, 개미, 황찬희, 이승주 | 황찬희, 이승주 | 3:48      |
| 2.           | 〈Return (Inst.)〉             |                            | 황찬희, 이승주 | 3:48      |
| 총 재생 시간 | 총 재생 시간                   | 총 재생 시간               | 총 재생 시간   | 7:36      |

### Part.8
| #            | 제목                                 | 작사         | 작곡         | 재생 시간 |
| ------------ | ------------------------------------ | ------------ | ------------ | --------- |
| 1.           | 〈Love Song(Feat. 박혜수)〉 (육성재) | 지훈         | 김세진       | 3:25      |
| 2.           | 〈Love Song (Inst.)〉                |              | 김세진       | 3:25      |
| 총 재생 시간 | 총 재생 시간                         | 총 재생 시간 | 총 재생 시간 | 6:50      |

### 후아유 - 학교 2015 OST
| #            | 제목                                                 | 작사                       | 작곡           | 재생 시간 |
| ------------ | ---------------------------------------------------- | -------------------------- | -------------- | --------- |
| 1.           | 〈Reset (Feat. 진실 Of Mad Soul Child)〉 (타이거 JK) | 지훈, 타이거 JK            | 황찬희, 이승주 | 4:03      |
| 2.           | 〈바람에 날려 (Feat. 펀치)〉 (배치기)                | 지훈, 배치기               | 최준명         | 3:11      |
| 3.           | 〈너의 얘길 들어줄게〉 (윤미래)                      | 지훈, 개미                 | 로코베리       | 3:14      |
| 4.           | 〈Remember〉 (별)                                    | 지훈, 개미                 | 로코베리       | 3:37      |
| 5.           | 〈기도〉 (윤하)                                      | 지훈                       | 개미           | 4:18      |
| 6.           | 〈그 이름〉 (종현, 태민)                             | 지훈, 로코베리             | 개미           | 3:37      |
| 7.           | 〈Return (With 육지담)〉 (웬디)                      | 지훈, 개미, 황찬희, 이승주 | 황찬희, 이승주 | 3:48      |
| 8.           | 〈Love Song (Feat. 박혜수)〉 (육성재)                | 지훈                       | 김세진         | 3:25      |
| 9.           | 〈Who R U〉                                          |                            | 개미           | 3:25      |
| 10.          | 〈기도합니다〉                                       |                            | 개미           | 3:47      |
| 11.          | 〈교시〉                                             |                            | 개미           | 3:34      |
| 12.          | 〈별 비 그리고 엄마〉                                |                            | 개미           | 4:14      |
| 13.          | 〈기억해 그리고 사랑해〉                             |                            | 개미           | 3:39      |
| 14.          | 〈악몽〉                                             |                            | 개미           | 2:41      |
| 15.          | 〈일진〉                                             |                            | 개미           | 2:09      |
| 16.          | 〈Fate〉                                             |                            | 개미           | 3:01      |
| 17.          | 〈내게 기대어도돼〉                                  |                            | 개미           | 3:21      |
| 18.          | 〈기억속으로〉                                       |                            | 개미           | 4:05      |
| 19.          | 〈학교폭력〉                                         |                            | 개미           | 1:21      |
| 20.          | 〈괜찮아〉                                           |                            | 개미           | 3:00      |
| 21.          | 〈Who Am I?〉                                        |                            | 개미           | 4:08      |
| 총 재생 시간 | 총 재생 시간                                         | 총 재생 시간               | 총 재생 시간   | 1:11:38   |

## 수상 경력
- 2015년 KBS 연기대상 여자 신인 연기상 / 네티즌상 / 김소현
- 2015년 KBS 연기대상 베스트 커플상 김소현 & 육성재
- 2015년 KBS 연기대상 남자 인기상 남주혁

## 동시간대 드라마
- MBC 월화드라마 《화정》
- SBS 월화 미니시리즈 《풍문으로 들었소》
- SBS 월화 미니시리즈 《상류사회》